# Bryndák

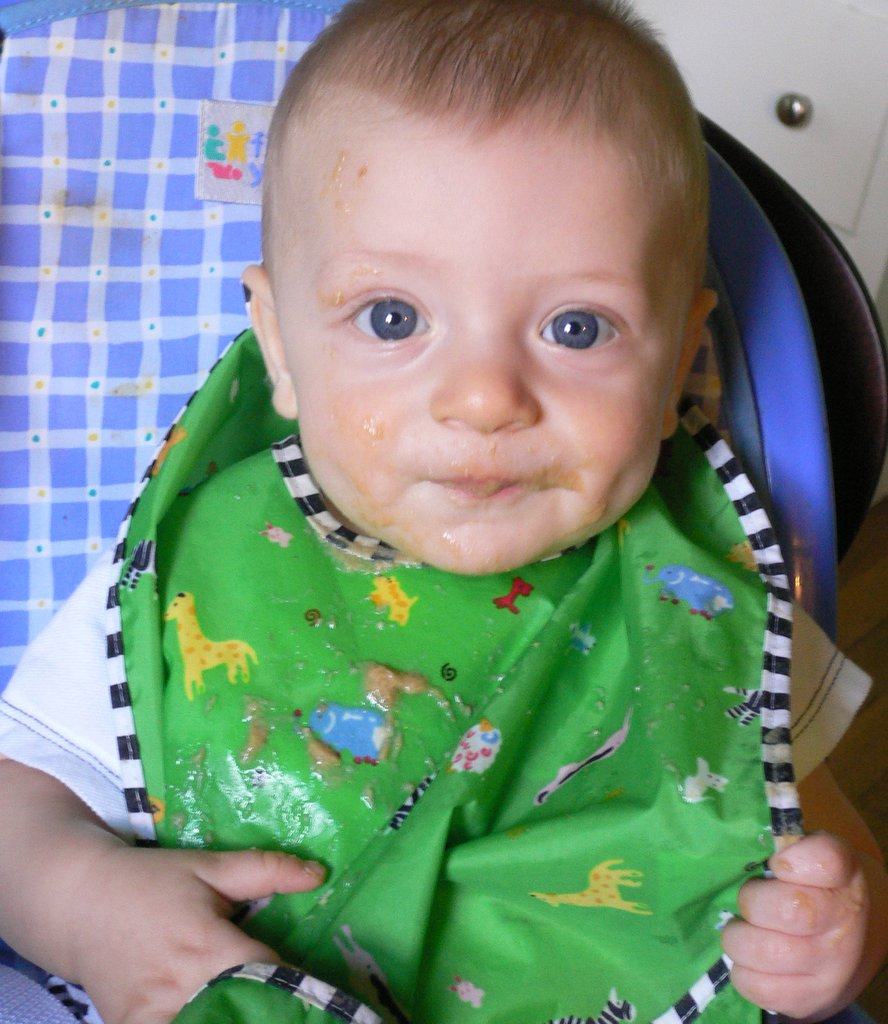
Dítě s bryndáčkem

Bryndák nebo zdrobněle bryndáček, případně slintáček, je oděvní doplněk určený pro nejmenší děti, kojence a batolata.
Jde o jídelní a hygienickou pomůcku, která zachytává zbytky jídla, pití a slin, která dítěti vypadnou z úst a mohou znečistit jeho oděv. Bryndák může mít formu textilní (například bavlna, froté) nebo může být vyroben z měkkého plastu, u kterého je dobrou vlastností jeho velmi snadná omyvatelnost. Bryndák může být doplněn i o pomocnou záchytnou kapsu. Obvykle bývá vyráběn ve více barevných provedeních a může být i ozdoben vhodnými dětskými motivy.